# 王維夔
王维夔（1574年—1653年），字邦佐，号龙友，浙江永嘉县二都英桥里（今永中街道新城村）人。明朝政治人物。

## 生平
万历二十二年（1594年），补邑诸生。萬曆四十年（1612年）壬子科浙江鄉試第四十二名舉人，万历四十七年（1619年）进士。兵部觀政，四十八年授江西南城县知县，天啓元年本省同考，五年考选，擢兵部武库司主事，崇祯二年升武选司郎中，出为江西左参议、副使，五年升江西提学参政，歷升湖广荆南道按察使、江西左布政使。卒年八十。

## 家族
曾祖王琯。祖父王道现，父王怸，庠生。
子王錫瑄，刑部司務。次子王錫琔，青田教諭。三子王锡琯，崇祯十五年举人，清顺治九年进士。孫王演霈，康熙壬子選拔，授奉化教諭。